# ساردین رنگین‌کمان

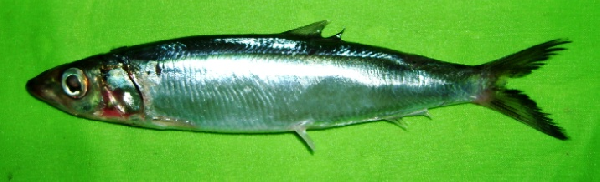
ماهی ساردین

نام علمی گونه (Dussumieria acuta Valenciennes, ۱۸۴۷
نام علمی مترادف: ندارد
نام انگلیسی: Rainbow sardine
نام فارسی: ساردین رنگین کمان
اندازه: حداکثر درازا ۲۰ سانتی‌متر ولی اندازه متوسط ۱۵ سانتیمتر می‌باشد.
مشخصات: بدن کشیده باریک، مقطع عرضی آن تقریباً استوانه ای، شکم گرد و صاف و فاقد تیغه‌های پولکی و فاقد دندانهای نیش، خط جانبی دارای بیش از 20 عدد فلس، بخش عقبی فلسها دارای خطوط ظریفی می‌باشد. رنگ بدن در پشت آبی قوس قزحی، زیر آن یک خط طلایی درخشان وجود دارد.
زیست شناسی: سطحی زی ساحلی می‌باشد، به صورت گله‌های بزرگ بر روی بسترهای صخره‌ای و سنگی حرکت می‌کنند.
نامهای مورد استفاده در جنوب ایران: حشینه، مومغ، ساردین
وسایل صید: تور گردان پیاله ای و ساحلی، تورهای گوشگیر با چشمه کوچک ترالهای سطحی و میان آبی، تورهای کششی ساحلی